# La Presa, Zitácuaro
La Presa är en ort i Mexiko.   Den ligger i kommunen Zitácuaro och delstaten Michoacán de Ocampo, i den södra delen av landet, 130 km väster om huvudstaden Mexico City. La Presa ligger 2 167 meter över havet och antalet invånare är 535.
Terrängen runt La Presa är lite bergig. Runt La Presa är det tätbefolkat, med 319 invånare per kvadratkilometer. Närmaste större samhälle är Heróica Zitácuaro, 11,5 km sydost om La Presa. Omgivningarna runt La Presa är en mosaik av jordbruksmark och naturlig växtlighet.